# Wiehenvenator
Wiehenvenator is een geslacht van vleesetende theropode dinosauriërs, behorend tot de Tetanurae, dat tijdens het Middelste Jura leefde in het gebied van het huidige Duitsland. De enige benoemde soort is Wiehenvenator albati.

## Vondst en naamgeving
In 1998 vond geoloog Friedrich Albat de resten van een grote theropode in een verlaten steengroeve van het bedrijf Pott bij de Lutternsche Egge, in het Wiehengebirge bij de stad Minden. Dit werd van oktober 1998 tot oktober 2001 verder uitgegraven. Het was de eerste grote theropode die in Duitsland was gevonden en kreeg van de pers ruime aandacht en de bijnaam Das Monster von Minden. In 1999 schatte een artikel in de Duitse uitgave van het blad van de National Geographic Society de lengte van het dier op vijftien meter, wat het tot de grootste toenmalig bekende vleesetende dinosauriër zou maken. Deze schatting werd overigens door verschillende onderzoekers betwijfeld. Daarnaast waren er vele speculaties over de verwantschappen van het dier.

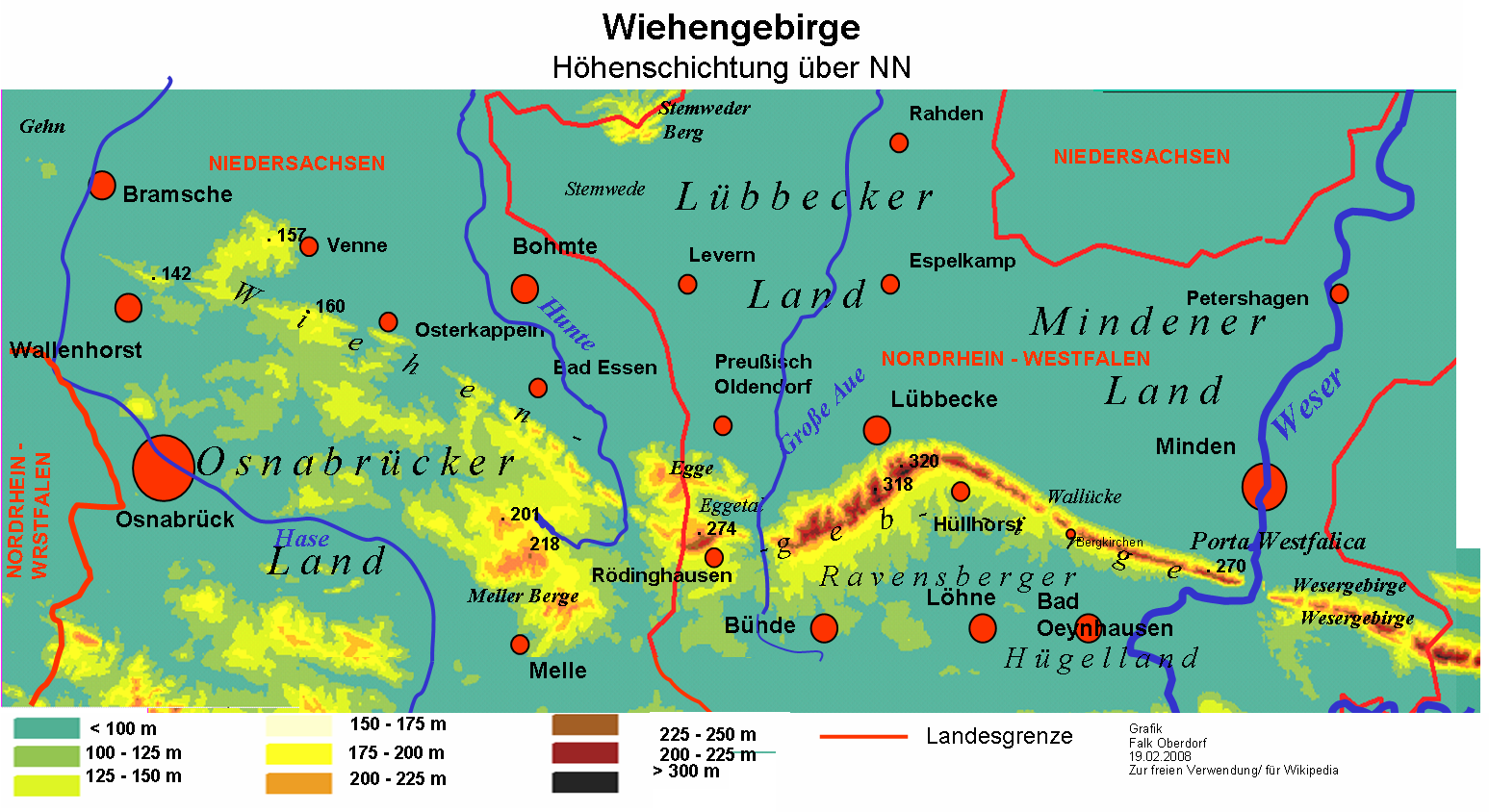
De locatie van de vindplaats

In 2016 werd de typesoort Wiehenvenator albati benoemd en beschreven door Oliver Walter Mischa Rauhut, Tom R. Hübner en Klaus-Peter Lanser. De geslachtsnaam verbindt een verwijzing naar het Wiehengebergte met een Latijns venator, "jager". De soortaanduiding eert Albat als ontdekker. Omdat de naam werd gepubliceerd in een elektronisch tijdschrift zijn Life Science Identifiers nodig voor de geldigheid ervan. Deze zijn 95638CFF-5618-4D31-9086-D821F6EE6B39 voor het geslacht en 262FA776-9ABC-4565-9A17-931CB4BEFBFC voor de soort.
Wiehenvenator is gebaseerd op een reeks syntypen die gevonden zijn in een laag van de Ornatentonformatie die dateert uit het middelste Callovien. Samen vormen ze een gedeeltelijk skelet met schedel. Het betreft de specimina WMN P27475: een rechterpraemaxilla, WMN P27504: een rechterbovenkaaksbeen, WMN P27457: een rechtertraanbeen, WMN P27477: een rechterpostorbitale, WMN P27470: een mogelijke voorste tak van een rechterquadratjugale, WMN P27461, 27462, 27466: delen van een rechterdentarium, WMN P27454, 27456, 27459, 27467, 27473, 27483: zes losse tanden, WMN P27499, 27500, 27501: drie staartwervels, WMN P27464, 27465, 27476, 27480, 27503: vijf ribben, WMN P27455: een paar vergroeide middelste segmenten van achterste buikribben, WMN P27482: een vingerkootje, WMN P27479, 27502: beide kuitbeenderen, WMN P27458: het rechtersprongbeen, en WMN P27484: een stuk rechterhielbeen. Al deze beenderen behoren vermoedelijk tot één individu. Hetzelfde zou kunnen gelden voor de twee op wat grotere afstand gevonden elementen WMN P29131 en WMN 47417: twee staartwervels. Het exemplaar is jongvolwassen en ouder dan tien jaar.

## Beschrijving

### Grootte en onderscheidende kenmerken

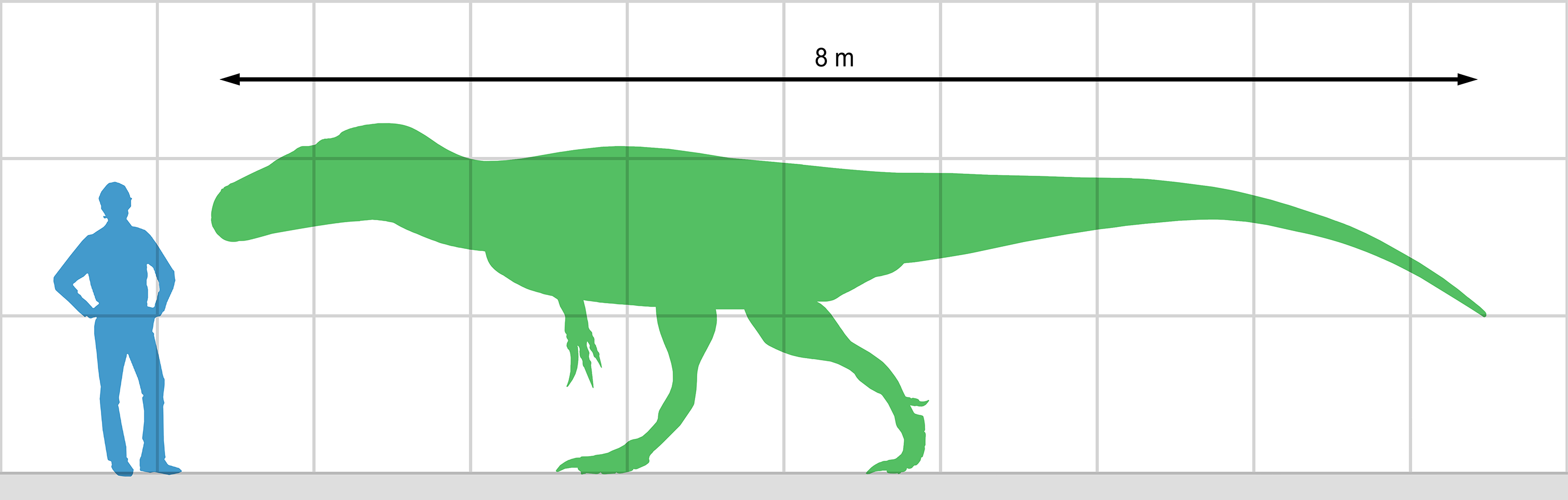
Wiehenvenator in grootte vergeleken met een mens

Wiehenvenator heeft een lichaamslengte van acht à negen meter. Vergelijking van het bovenkaaksbeen met dat van Torvosaurus gurneyi wijst op een lichaamslengte van zo'n acht meter. De staartwervels en kuitbeenderen zijn even lang, respectievelijk wat langer, dan de overeenkomende elementen van Torvosaurus tanneri die op negen meter geschat is. Uitgaande van de omvangrijker schattingen was Wiehenvenator in 2016 op Torvosaurus gurneyi na de grootste bekende theropode uit Europa.
De beschrijvers wisten enkele onderscheidende kenmerken vast te stellen. Sommige daarvan zijn autapomorfieën, unieke afgeleide kenmerken. Het traanbeen heeft, vóór de opening in de zijwand, een ovale verdieping in het gedeelte dat deel uitmaakt van de uitholling rond de fenestra antorbitalis. De voorste tak van het traanbeen is zeer kort en hoog met een lengte die minder bedraagt dan de helft van de hoogte van het element als geheel. Het postorbitale been heeft in het bovendeel van de voorkant van de neergaande tak een facet dat overdwars opvallend hol is, met een duidelijk opstaande binnenrand en buitenrand. Er bevindt zich een schuine richel op de binnenzijde van het kuitbeen op ongeveer het niveau van de bult voor de aanhechting van de Musculus iliofibularis. Het bovendeel van de opgaande tak van het sprongbeen is naar buiten gebogen, zo scherp dat een duidelijke knik in de buitenrand ontstaat.
Daarnaast is er een unieke combinatie van op zich niet unieke kenmerken. De voorrand van de opgaande tak van de praemaxilla staat van de voorrand van het hoofdlichaam af door een lichte uitholling. De eerste premaxillaire tand is veel kleiner dan de tweede, net als bij de Spinosauridae. De binnenste opening in de praemaxilla ligt boven de tweede tandkas, niet de derde. Het gedeelte van de uitholling rond de fenestra antorbitalis dat op het bovenkaaksbeen ligt, is in omvang beperkt. De opgaande tak van het bovenkaaksbeen toont een kleine pneumatische uitholling ofwel excavatio pneumatica.

### Skelet

#### Schedel

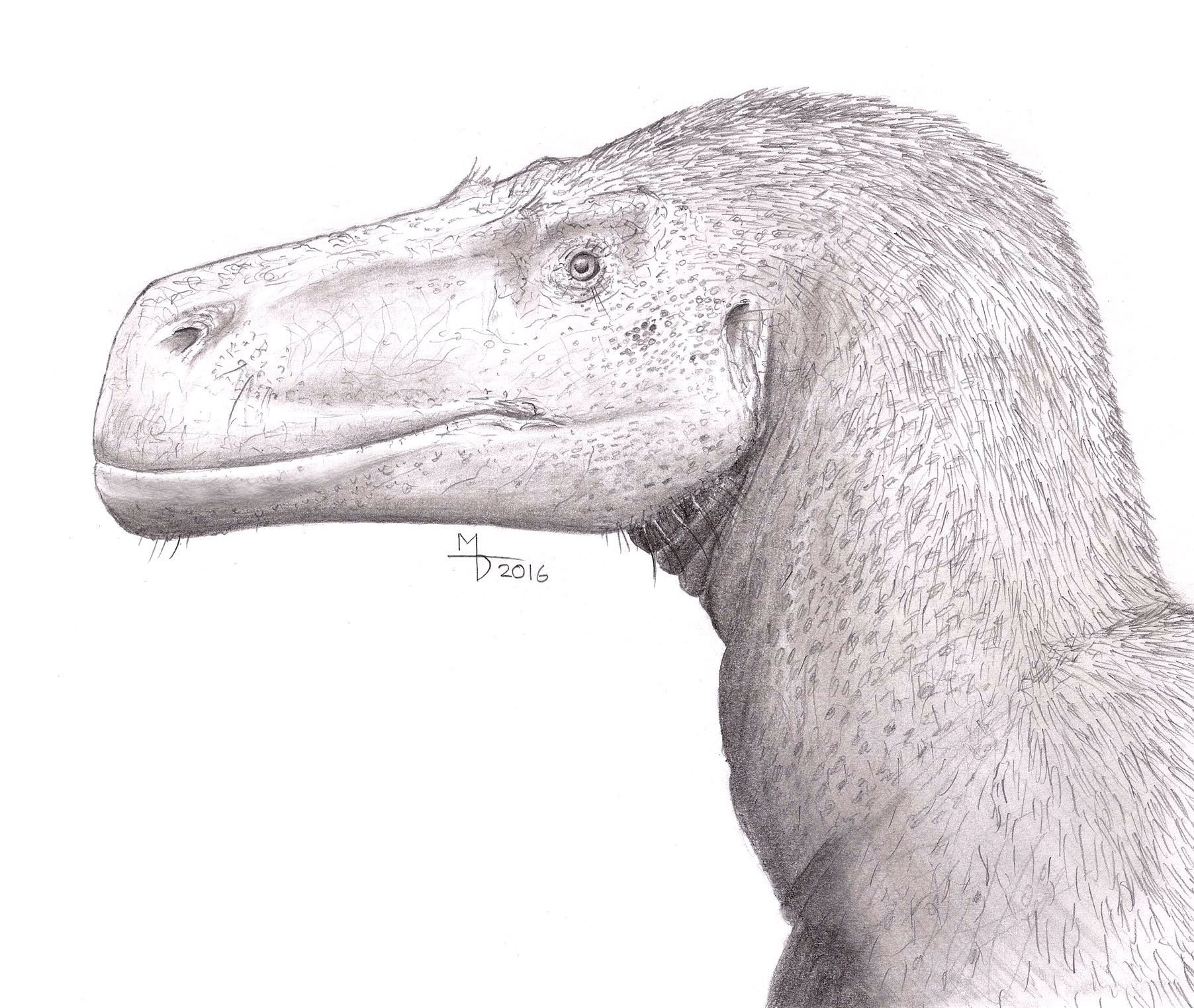
Wiehenvenator heeft een rechthoekige kop

De schedel van Wiehenvenator, ongeveer negentig centimeter lang, heeft een min of meer rechthoekig profiel en is lang en laag. De neusgaten zijn zeer grote liggende ovalen. Ook de fenestra antorbitalis is laag en langgerekt. De oogkas had vermoedelijk de vorm van een verticale ovaal; er zijn geen aanwijzingen voor een onderste punt die het profiel van een sleutelgat zou hebben opgeleverd.
De snuitpunt is in zijaanzicht nogal stomp, iets naar achteren hellend, met een in zijaanzicht rechthoekige praemaxilla. Iets boven het hoofdlichaam daarvan is er een kleine deuk in het profiel. Er bevindt zich een groot foramen onder de opgaande tak, dat naar beneden uitloopt in een uitholling die weer door twee kleinere foramina doorboord wordt. Het foramen loopt naar boven over in een richel die de voorste begrenzing vormt van de uitholling rond het neusgat. Naar binnen vormt het foramen een schuin naar boven lopend kanaal dat boven de tweede tandkas uitkomt, in plaats van de derde tand. De snuit als geheel moet in bovenaanzicht erg smal en scherp zijn geweest. De eerste premaxillaire tand moet veel kleiner zijn geweest dan de tweede met een verhouding van de doorsnede van de tandkassen van twee tegen drie centimeter. Zo'n extreme verhouding is zeldzaam onder theropoden. De eerste tand is ook extra naar binnen geplaatst. Het bovenkaaksbeen, een halve meter lang, is langwerpig en naar voren hoog oplopend tot een hoogte van drieëntwintig centimeter, de opgaande tak meegerekend. Op dit punt is het element ook opvallend overdwars dik, vijfenveertig millimeter. De voorste tak is lang met een lengte van achttien centimeter vóór de fenestra antorbitalis en veertien centimeter vóór de omringende fossa daarvan; de hoogte bij de basis van de opgaande tak is zeventien centimeter. De opgaande tak heeft aan de basis een holle voorrand maar die gaat met een plotse knik over in een rechter meer naar achteren gericht stuk. Het 111 millimeter lange raakvlak met de praemaxilla helt naar achteren. De achterste tak is, hoewel lager dan de voorste, toch nog vrij hoog met een slechts geleidelijk naar beneden aflopende bovenrand. De achterste tak heeft vrij hoog een nauwe diepe groeve waar de voorste tak van het jukbeen in past. De uitholling rond de fenestra antorbitalis is smal, ook vooraan. Volgens de beschrijvers ontbreekt daarom een fenestra maxillaris maar is er wel een grote fenestra promaxillaris, niet van bezijden zichtbaar, die toegang biedt tot een holte in de basis van de opgaande tak. De buitenwand van het bovenkaaksbeen is glad maar doorboord door vele foramina. De kleinere openingen daaronder zijn laag geplaatst in een zigzaglijn; grotere foramina bevinden zich hoger. Het kan zijn dat het bovenkaaksbeen een klein deel uitmaakte van de onderrand van het neusgat. Het bovenkaaksbeen draagt dertien tanden met een lengte van de tandrij van eenenveertig centimeter. De derde tand was kennelijk het dikst omdat daar de tandkas de grootste dwarsdoorsnede heeft, van vijfenveertig millimeter. De tandkassen zijn erg hoog. Tussen de tiende en elfde tandkas verdikt de binnenwand van het bovenkaaksbeen zich plotseling zodat een getrapte dwarsdoorsnede ontstaat. De tanden worden van achteren ondersteund door niet-vergroeide interdentaalplaten met verticale richels aan de binnenzijde. De interdentaalplaten vormen een opstaande richel maar een paradentale groeve aan de bovenzijde daarvan ontbreekt. De richel ligt op ongeveer twee derden van de hoogte van het bovenkaaksbeen en bereikt zijn hoogste punt tussen de derde en vierde tand om naar voren geleidelijk naar beneden te lopen. Tussen de tweede en derde tand loopt een groot dentaal foramen, vermoedelijk een opening voor een bloedvat, hoger dan de richel uit. De onderkanten van de interdentaalplaten liggen duidelijk hoger dan het niveau van de buitenranden van de tandkassen. De interne vleugel van het bovenkaaksbeen ontspruit duidelijk boven het niveau van de richel.

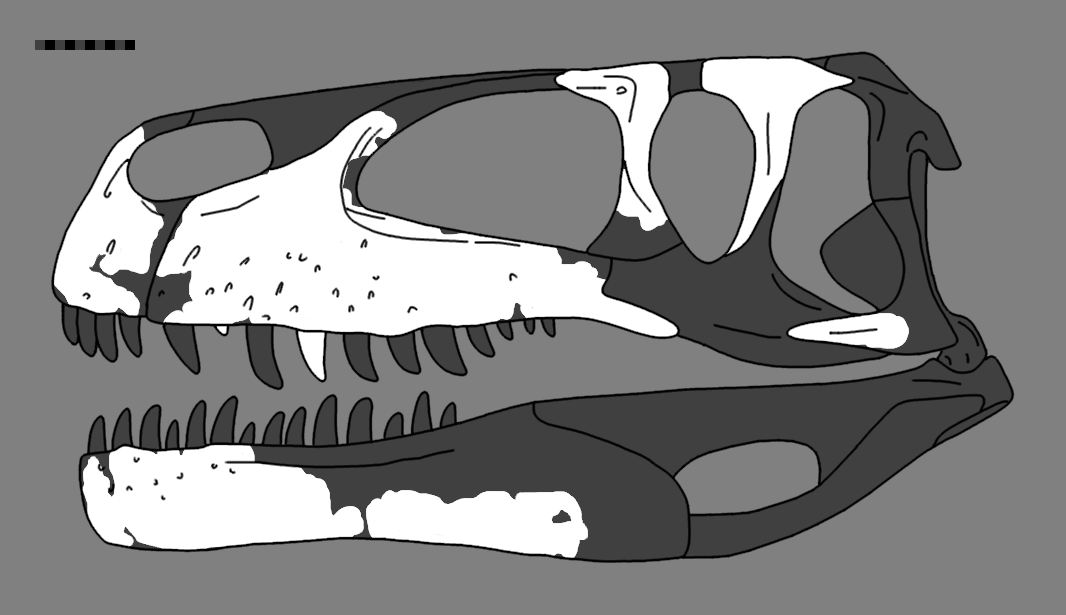
De bewaarde elementen van de schedel

Het traanbeen is zoals bewaard achttien centimeter hoog; enkele centimeters van de onderkant van de neergaande tak ontbreken. Het heeft het normale profiel voor basale theropoden: een omgekeerde en naar links geroteerde L. In dit geval is de voorste tak echter uitzonderlijk kort en hoog: het stuk heeft een verticale dikte van 122 millimeter. De bovenrand van de tak is bol; de onderrand heeft in het midden een bol stuk. Een echte hoorn ontbreekt op het traanbeen maar de achterste bovenhoek heeft een klein afgerond uitsteeksel naar boven toe. De neergaande tak is hol over de achterrand en licht bol over het onderste stuk van de voorrand. De voorste tak is overdwars vrij dun maar de neergaande tak is dik. De uitholling rond de fenestra antorbitalis loopt door tot in de hoek tussen de bovenste en neergaande tak en over de voorste onderkant van de neergaande tak. Beide stukken lopen echter niet direct in elkaar over maar worden gescheiden door een naar voren bollende uitstulping van de buitenwand van het traanbeen, anders dan bij Torvosaurus. Deze uitstulping steekt echter niet sterk in de fenestra antorbitalis uit en loopt maar iets verder uit dan de binnenwand. Buitenwand en binnenwand zijn gescheiden door een verticale groeve die meteen het bovenste en onderste deel van de uitholling verbindt. In het midden van de groeve bevindt zich een kleine opening, wellicht de voorste uitgang van het foramen lacrimale. De onderste uitholling vormt een driehoekige beenplaat in zijaanzicht die door een lage verticale richel in een voorste en achterste portie wordt verdeeld. De voorkant van de uitholling begrenst de eigenlijke fenestra antorbitalis met een lage opstaande rand. De bovenste uitholling loopt door in een fenestra lacrimalis die de opening vormt van een enkelvoudige ronde luchtkamer. Voor deze opening ligt een kleine maar diepe ovale inzinking, elf millimeter breed en acht millimeter hoog, aan de buitenzijde van de basis van de voorste tak. De uitholling loopt door over de volle zijkant van de voorste tak, zonder bovenste opstaande rand, wat een vrij zeldzaam kenmerk is dat niet bij Torvosaurus voorkomt. Van de verdikte achterhoek van het traanbeen uit loopt een verdikte richel schuin naar beneden over de binnenzijde van de neergaande tak. De richel begint op ongeveer twee derden van de hoogte aan de achterrand en eindigt onderaan aan de voorrand, onderwijl lager wordend. Dit geeft de hele binnenkant van de neergaande tak een gewrongen uiterlijk waarbij het bovenste achtervlak overgaat in het onderste zijvlak. De achterrand van de neergaande tak is overdwars dikker dan de voorrand. Op de achterrand bevindt zich tussen het voornoemde bovenste achtervlak en onderste zijvlak een opstaande rand die schuin naar beneden en de buitenwand van het traanbeen loopt.
Het postorbitale been is een robuust T-vormig bot met een lange neergaande tak en korte, ongeveer even lange, voorste en achterste takken, wat een horizontale lengte oplevert van 131 millimeter, en een bewaarde hoogte van negentien centimeter. De bovenkanten van de voorste en achterste tak vormen samen een gewelfde boog in plaats van een gegolfd profiel met een bolle voorkant en een holle achterkant, zoals bij veel verwanten. De neergaande tak is overdwars dik, drie centimeter, terwijl de breedte van voor naar achter maar drieëntwintig millimeter bedraagt. De onderste helft bolt daarbij, van voor naar achter, zowel naar binnen als naar buiten. De voorrand daarentegen is overdwars plat. In het bovendeel ervan bevindt zich echter een opvallend rond facet, overdwars en verticaal hol gekromd, dat overloopt op de onderkant van de voorste tak. Het facet heeft een uitstekende binnenrand, in zijaanzicht zichtbaar, met een scherpe rand die onderaan naar voren buigt, tot twaalf millimeter onder de buitenrand die zelf robuust en afgerond is, van de buitenwand van de neergaande tak afstaand. De achterzijde van de neergaande tak heeft onderaan een zeer brede en diepe lengtegroeve of trog die dient als raakvlak met de opgaande tak van het jukbeen. De trog is aan de binnenzijde het diepst en versmalt naar onderen toe. Het profiel overdwars is U-vormig. De binnenwand van de trog steekt het meest uit en is in zijaanzicht zichtbaar. De trog is zo breed dat de buitenrand overeenkomt met de buitenwand van de tak als geheel; de binnenrand staat daarentegen wat af van de binnenwand van de tak. Een lage schuine richel die van het bovenpunt van de binnenwand schuin omhoog loopt, vormt de bovenrand van de trog, de buitenrand bereikend op ongeveer twee derden van de hoogte van de neergaande tak. Van hun raakpunt uit loopt een scherpe stevige richel omhoog over de onderkant van de achterste tak. De binnenzijde van die richel vormt een hol vlak dat naar voren uitloopt in de uitholling van het bovenste slaapvenster. De voorste tak is overdwars zeer breed, zevenenvijftig millimeter, en wordt aan de bovenzijde uitgehold door de fossa van het bovenste slaapvenster. De fossa vormt een zeer diepe uitholling met een steile zijrand die zich naar voren toe iets verdikt. Die zijrand heeft een licht holle binnenste zijwand die zich echter niet voortzet over de achterste tak. Het vlak van de fossa wringt zich zo van horizontaal vooraan naar verticaal bij het midden van de achterste tak waar dus eigenlijk van een uitholling geen sprake meer is en het profiel de diepte van het bovenste slaapvenster induikt. Bij de hoek tussen de voorste en neergaande tak is er intern een facet voor het contact met het laterosfenoïde van de hersenpan, in de vorm van een schuine ovale uitholling.
De beschrijvers hebben een twaalf centimeter lang vingervormig stuk bot geïdentificeerd als de voorste tak van het quadratojugale. De tak loopt naar voren taps toe, in hoogte afnemend van zevenendertig millimeter tot veertien millimeter op een centimeter voor het afgeronde voorste einde. De tak kromt licht naar beneden terwijl hij bij de meeste theropoden naar boven kromt. In bovenaanzicht toont hij de gebruikelijke buiging naar binnen. Het is een robuust element, veertien millimeter overdwars dik bij het voorste eind. Naar achteren versmalt de onderrand zich tot zes millimeter maar verdikt zich weer naar veertien millimeter waar vermoedelijk de opgaande tak begon. De buitenzijde is grotendeels licht verticaal bol maar het bovenste derde deel van de achterste twee derden van de lengte is meer naar binnen gebogen om de binnenzijde in een scherpe richel te ontmoeten. De binnenzijde is verticaal en horizontaal hol, bovenaan begrensd door een stevige rand die helemaal aan de achterkant afvlakt. Als het fragment inderdaad het voorste uitsteeksel van het quadratojugale is, moet het gepast hebben in de vork van de achterste tak van het jukbeen. Inderdaad zijn daarvoor twee facetten zichtbaar. Op de voorste bovenrand ligt een goed ontwikkelde, brede maar ondiepe lengtegroeve. De trog daarvan heeft een lengte van drie centimeter; naar achteren gaat de uitholling geleidelijk over in de buitenzijde van de tak, daarbij naar buiten roterend. Het totale raakvlak met de "boventand" van de jugale vork is geschat op vijf à zes centimeter. Het facet op de onderkant van de tak is naar binnen en beneden georiënteerd. Het wordt naar achteren ondieper en gaat over in de vlakke onderkant van de tak. De hele onderzijde kan dus door de onderste "tand" van de vork bedekt zijn en inderdaad pleegt die bij theropoden langer te zijn dan de bovenste tand.

#### Onderkaken
In het os dentale of dentarium staan minstens negen tanden. De eerste tandkas heeft maar zo'n 70% van de doorsnee en diepte van de overige tandkassen. De derde tandkas daarentegen heeft een doorsnede die een kwart groter is. Dat alleen de derde tand vergroot is en niet (ook) de vierde wijkt af van de toestand bij verwante soorten. Het formaat van de dentaire tanden was gezien de grootte van de tandkassen geringer dan dat van de maxillaire tanden, hoewel de wortels vrijwel tot aan de onderkant doorlopen. De tandkassen hellen iets schuin voorover, het sterkst vooraan. De breedte overdwars van het voorste deel van het dentarium is iets groter. Het tanddragende gedeelte heeft een evenwijdige bovenrand en onderrand en is 101 millimeter hoog. De buitenzijde is vlak op een paar grote foramina na die willekeurig verdeeld lijken te zijn zonder spoor van een speciale horizontale groeve voor deze openingen. De zijkant gaat geleidelijk over in de onderkant waarbij de bolling vooraan sterker is dan achteraan waar de rand uiteindelijk scherp wordt. Ook de buiging van de onderrand naar de binnenwand is geleidelijk. In het midden van de binnenwand is er een ondiepe uitholling waar het os spleniale in lag. Achteraan is er een bewaard hoog deel van de fossa Meckeliana welke uitholling het bot overdwars dun maakt.

#### Tanden
De maxillaire en dentaire tanden zijn sterk overdwars afgeplat en sterk naar achteren gekromd, zodanig dat het spits achter de achterrand uitkomt. Die achterrand is dan ook erg hol — en de voorrand juist bol, zij het een stuk minder. Beide randen hebben kartelingen die achteraan tot aan de basis doorlopen maar vooraan, evenals de snijrand zelf, slechts het bovenste tweede derden deel beslaan, zoals bij alle megalosauriden. De kartelingen zijn laag en beitelvormig met een dichtheid van vijftien per strekkende centimeter. Ze lopen door over het spits van de tand, een zeldzaam kenmerk dat ook van Acrocanthosaurus bekend is, overigens geen directe verwant. De vertandingen op het spits zijn echter erg klein en het kan zijn dat de zeldzaamheid eenvoudigweg het gevolg is van slijtage. Tussen de kartelingen zijn geen bloedgroeven waarneembaar maar dat kan liggen aan een slechte preservering. Overigens zijn de tanden in het algemeen opvallend glad, zonder groeven, richels, rimpels, golvingen of inzinkingen. De onderkant van de voorrand is recht en draait niet naar buiten. Wel ligt bij sommige tanden de achterrand van boven bezien niet precies in het midden maar iets aan de buitenkant.
De tandwortels zijn lang en robuust. Bij de best bewaarde tand, specimen WMN P27483, heeft de kroon een lengte van 73 millimeter maar de wortel is minsten 114 millimeter lang. De wortel gaat gelijkmatig in de kroon over, zonder scheidende inkerving. Wel is er aan de basis een lichte insnoering: het breedste punt van de wortel ligt daar zo'n twee centimeter onder. Zowel de binnenzijde als de buitenzijde van de wortel heeft een ondiepe lengtetrog. Het gedeelte van de wortel vóór de troggen is overdwars breder dan het stuk erachter. Naar het uiteinde toe wordt de wortel geleidelijk smaller. De trog aan de binnenzijde gaat daar geleidelijk over in een put waar de tand geresorbeerd wordt door de vervangingstand.
De mogelijk premaxillaire tand WMN P27456 heeft een duidelijk kleiner formaat met een kroonhoogte van tweeënveertig millimeter. Deze tand is minder afgeplat en gekromd, met het spits maar iets achter de achterrand van de basis gelegen. De achterrand is daarom maar iets hol en recht over het bovenste twee derden deel. De kroon is iets gewrongen ten opzichte van de wortel, zodanig dat de voorrand naar binnen gedraaid is en de achterrand naar buiten. Op die wijze liggen beide randen nog steeds op één lijn zodat de kroon niet asymmetrisch wordt als bij de Tyrannosauridae. De tand is naar boven toe iets naar buiten gekromd, waarbij de achterrand die kromming bovenaan iets sterker voortzet zodat de rand wat golvend wordt. Ook hier zijn beide snijranden gekarteld met veertien vertandingen per centimeter op de voorrand en zestien vertandingen per centimeter op de achterrand. Het spits is afgesleten dus het kan niet worden vastgesteld of de vertandingen daarover doorliepen. Eenzelfde slijtage maakt het lastig waarneembaar of de vertandingen op de achterrand iets schuin omhoog stonden; bij de voorrand lijkt dat niet het geval te zijn. De wortel lijkt op die van de achterste tanden met dit verschil dat een lengtetrog op de binnenkant ontbreekt.
Het email van de tanden heeft aan de basis het gebruikelijke vervlochten patroon van ribbeltjes. Meer naar het spits tonen sommige tanden een patroon van vervloeiende groefjes maar dat kan een gevolg zijn van erosie.

#### Postcrania
De bekende staartwervels komen alle uit de middenstaart. Ze kenmerken zich door lange smalle doornuitsteeksels en zijuitsteeksels. Hun overdwars ronde wervellichamen, zo'n elf centimeter lang, zijn procoel en sterk ingesnoerd, zonder kiel. Het brede ruggenmergkanaal keept breed maar ondiepe het voorste gewrichtsfacet in. Het kanaal is vooraan bij de opening overdwars rond maar meer naar achter druppelvormig; helemaal achteraan wordt de bodem ervan bol. Ze hebben uithollingen op de zijkanten die op pleurocoelen lijken maar het bot is niet uitgehold. De zijuitsteeksels liggen op de achterste helft van de wervelboog. Ze zijn robuust en schuin naar achteren, bezijden en boven gericht, een hoek van 25° tot 30° makend met het horizontale vlak. Ze zijn aanzienlijk langer dan het wervellichaam. Hun uiteinden zijn iets naar voren geroteerd en verbreed, van vijf centimeter bij de basis naar vijfenzestig millimeter bij het uiteinde. De uitsteeksels hebben de gebruikelijke richels maar die zijn zwak ontwikkeld met maar ondiepe uithollingen ertussen. Er loopt ook een richel tussen de basis van het doornuitsteeksel naar de voorste basis van het zijuitsteeksel een driehoekige uitholling vooraan scheidend van een grotere uitholling erachter. De voorste gewrichtsuitsteeksels zijn kort, wijken iets uit elkaar en maken een hoek van 55° met het horizontale vlak. Ze hebben en bult aan de zijkanten, ter hoogte van het plafond van het ruggenmergkanaal. Hun facetten zijn ovaal, met negentien millimeter breder dan lang, vijftien millimeter. Ze zijn verbonden door een stevige dwarsrichel en andere richels lopen van het midden van hun bovenkanten naar het doornuitsteeksel, samen een driehoekige uitholling begrenzend aan de voorste basis van dat uitsteeksel.

## Fylogenie
Wiehenvenator is in de Megalosauridae geplaatst. Volgens een cladistische analyse is het de zustersoort van Torvosaurus.
Het volgende kladogram toont de positie in de evolutionaire stamboom volgens het beschrijvende artikel. Overigens gebruikt dat niet de namen Afrovenatorinae of Megalosaurinae.
|  | Eustreptospondylus |
|  |                    |

|  | Dubreuillosaurus |
|  |                  |
|  | Magnosaurus      |
|  |                  |
|  | Afrovenator      |
|  |                  |
|  | Piveteausaurus   |
|  |                  |

|  | Eustreptospondylus |
|  |                    |

|  | Dubreuillosaurus |
|  |                  |
|  | Magnosaurus      |
|  |                  |
|  | Afrovenator      |
|  |                  |
|  | Piveteausaurus   |
|  |                  |

|  | Megalosaurus                                                  |
|  |                                                               |
|  | \| \| Wiehenvenator \| \| \| \| \| \| Torvosaurus \| \| \| \| |
|  |                                                               |
|  | Wiehenvenator                                                 |
|  |                                                               |
|  | Torvosaurus                                                   |
|  |                                                               |

|  | Wiehenvenator |
|  |               |
|  | Torvosaurus   |
|  |               |

|  | Megalosaurus                                                  |
|  |                                                               |
|  | \| \| Wiehenvenator \| \| \| \| \| \| Torvosaurus \| \| \| \| |
|  |                                                               |
|  | Wiehenvenator                                                 |
|  |                                                               |
|  | Torvosaurus                                                   |
|  |                                                               |

|  | Wiehenvenator |
|  |               |
|  | Torvosaurus   |
|  |               |

|  | Megalosaurus                                                  |
|  |                                                               |
|  | \| \| Wiehenvenator \| \| \| \| \| \| Torvosaurus \| \| \| \| |
|  |                                                               |
|  | Wiehenvenator                                                 |
|  |                                                               |
|  | Torvosaurus                                                   |
|  |                                                               |

|  | Wiehenvenator |
|  |               |
|  | Torvosaurus   |
|  |               |

|  | Megalosaurus                                                  |
|  |                                                               |
|  | \| \| Wiehenvenator \| \| \| \| \| \| Torvosaurus \| \| \| \| |
|  |                                                               |
|  | Wiehenvenator                                                 |
|  |                                                               |
|  | Torvosaurus                                                   |
|  |                                                               |

|  | Wiehenvenator |
|  |               |
|  | Torvosaurus   |
|  |               |

|  | Eustreptospondylus |
|  |                    |

|  | Dubreuillosaurus |
|  |                  |
|  | Magnosaurus      |
|  |                  |
|  | Afrovenator      |
|  |                  |
|  | Piveteausaurus   |
|  |                  |

|  | Eustreptospondylus |
|  |                    |

|  | Dubreuillosaurus |
|  |                  |
|  | Magnosaurus      |
|  |                  |
|  | Afrovenator      |
|  |                  |
|  | Piveteausaurus   |
|  |                  |

|  | Megalosaurus                                                  |
|  |                                                               |
|  | \| \| Wiehenvenator \| \| \| \| \| \| Torvosaurus \| \| \| \| |
|  |                                                               |
|  | Wiehenvenator                                                 |
|  |                                                               |
|  | Torvosaurus                                                   |
|  |                                                               |

|  | Wiehenvenator |
|  |               |
|  | Torvosaurus   |
|  |               |

|  | Megalosaurus                                                  |
|  |                                                               |
|  | \| \| Wiehenvenator \| \| \| \| \| \| Torvosaurus \| \| \| \| |
|  |                                                               |
|  | Wiehenvenator                                                 |
|  |                                                               |
|  | Torvosaurus                                                   |
|  |                                                               |

|  | Wiehenvenator |
|  |               |
|  | Torvosaurus   |
|  |               |

|  | Megalosaurus                                                  |
|  |                                                               |
|  | \| \| Wiehenvenator \| \| \| \| \| \| Torvosaurus \| \| \| \| |
|  |                                                               |
|  | Wiehenvenator                                                 |
|  |                                                               |
|  | Torvosaurus                                                   |
|  |                                                               |

|  | Wiehenvenator |
|  |               |
|  | Torvosaurus   |
|  |               |

|  | Megalosaurus                                                  |
|  |                                                               |
|  | \| \| Wiehenvenator \| \| \| \| \| \| Torvosaurus \| \| \| \| |
|  |                                                               |
|  | Wiehenvenator                                                 |
|  |                                                               |
|  | Torvosaurus                                                   |
|  |                                                               |

|  | Wiehenvenator |
|  |               |
|  | Torvosaurus   |
|  |               |